# Championnats du monde de cyclisme sur route 2008
Navigation
Stuttgart 2007 Mendrisio 2009
Les Championnats du monde de cyclisme sur route 2008 ont lieu du 22 au 28 septembre à Varèse en Italie. Ils rassemblent 827 coureurs représentant 58 pays et répartis en trois catégories : hommes élites (332 coureurs), hommes de moins de 23 ans (287) et femmes élites (208). Varèse accueille les championnats du monde pour la deuxième fois, après l'édition 1951.

## Résultats
| Épreuves :                           | Or                       | Or              | Argent                     | Argent | Bronze                     | Bronze       |
| Épreuves masculines                  |                          |                 |                            |        |                            |              |
| Course en ligne Résultats détaillés  | Alessandro Ballan Italie | 6 h 37 min 30 s | Damiano Cunego Italie      | + 3 s  | Matti Breschel Danemark    | + 3 s        |
| Contre-la-montre Résultats détaillés | Bert Grabsch Allemagne   | 52 min 01 s     | Svein Tuft Canada          | + 42 s | David Zabriskie États-Unis | + 52 s       |
| Épreuve masculines - moins de 23 ans |                          |                 |                            |        |                            |              |
| Course en ligne Résultats détaillés  | Fabio Duarte Colombie    | 4 h 17 min 02 s | Simone Ponzi Italie        | + 0 s  | John Degenkolb Allemagne   | + 0 s        |
| Contre-la-montre Résultats détaillés | Adriano Malori Italie    | 41 min 35 s     | Patrick Gretsch Allemagne  | + 49 s | Cameron Meyer Australie    | + 1 min 04 s |
| Épreuves féminines                   |                          |                 |                            |        |                            |              |
| Course en ligne Résultats détaillés  | Nicole Cooke Royaume-Uni | 3 h 42 min 11 s | Marianne Vos Pays-Bas      | + 0 s  | Judith Arndt Allemagne     | + 0 s        |
| Contre-la-montre Résultats détaillés | Amber Neben États-Unis   | 33 min 51 s     | Christiane Soeder Autriche | + 7 s  | Judith Arndt Allemagne     | + 21 s       |

## Tableau des médailles
| Rang               | Nation             | Or | Argent | Bronze | Total |
| ------------------ | ------------------ | -- | ------ | ------ | ----- |
| 1                  | Italie             | 2  | 2      | 0      | 4     |
| 2                  | Allemagne          | 1  | 1      | 3      | 5     |
| 3                  | États-Unis         | 1  | 0      | 1      | 2     |
| 4                  | Colombie           | 1  | 0      | 0      | 1     |
| 4                  | Royaume-Uni        | 1  | 0      | 0      | 1     |
| 6                  | Autriche           | 0  | 1      | 0      | 1     |
| 6                  | Canada             | 0  | 1      | 0      | 1     |
| 6                  | Pays-Bas           | 0  | 1      | 0      | 1     |
| 9                  | Australie          | 0  | 0      | 1      | 1     |
| 9                  | Danemark           | 0  | 0      | 1      | 1     |
| Total (10 nations) | Total (10 nations) | 6  | 6      | 6      | 18    |